# ホセバ・ジョレンテ
ホセバ・ジョレンテ（Joseba Llorente Etxarri, 1979年11月24日 - ）は、スペイン・オンダリビア出身の元サッカー選手。現役時代のポジションはフォワード。

## 経歴

### レアル・ソシエダ
バスク自治州ギプスコア県オンダリビア出身である。レアル・ソシエダの下部組織出身であり、1999年にハビエル・クレメンテ監督が率いるトップチームにデビューした。2000-01シーズンはセグンダ・ディビシオン（2部）SDエイバルへレンタル移籍し、2003-04シーズンは再びSDエイバルにレンタル移籍したが、2度目にレンタルされた頃から頭角を現し、2004-05シーズンには17得点を決めた。

### レアル・バリャドリード
2005年夏、プリメーラ・ディビシオン（1部）復帰を目指すレアル・バリャドリードに完全移籍した。2006-07シーズンには17得点を挙げ、セグンダ・ディビシオンで優勝してプリメーラ・ディビシオン昇格を決めた。5シーズンぶりにプリメーラ・ディビシオンでのプレーとなった2007-08シーズンは36試合で16得点を挙げて得点ランク上位につけた。2008年1月のRCDエスパニョール戦では試合開始から7.82秒でゴールを決め、2000年にダリオ・シルバが記録した8秒を上回ってリーグ新記録となった。

### ビジャレアルCF
2008年5月、ビジャレアルCFに4年契約で移籍した。開幕戦ではギジェルモ・フランコと2トップを組んだ。2008年10月21日、UEFAチャンピオンズリーググループリーグのオールボーBK戦ではハットトリックを達成した。11月には太股を痛めて1ヶ月程度離脱した。2009年3月11日、UEFAチャンピオンズリーグ準々決勝のパナシナイコスFC戦セカンドレグでは勝ち抜けを決める決勝点を挙げた。2月にはスペイン代表入りも噂されたが、ビセンテ・デル・ボスケ監督がジョレンテを招集することはなかった。2009年1月から4月にかけてリーグ戦ノーゴールと沈黙したが、5月11日のFCバルセロナ戦では、勝利すれば優勝が決まるFCバルセロナ相手にロスタイムに得点し、引き分けに持ち込んだ。5月23日、バレンシアCFとのバレンシアダービーで2得点した。35節から38節までの4試合で6得点し、UEFAヨーロッパリーグ出場権獲得に貢献した。2008-09シーズンはチームトップの15得点を挙げた。
2009-10シーズンはギジェルモ・フランコが着けていた背番号9を受け継いだ。2009年夏にブラジル代表のニウマールが加入したため、2009-10シーズン序盤は先発出場回数が少なかったが、2010年1月に就任したフアン・カルロス・ガリード監督が3トップを採用してからはセンターフォワードの位置での出場が増え、24節からの15試合で6得点を決めた。シーズン通算9得点のうち8点はホームのエル・マドリガルでの得点で、9点のうち8点が勝利に結びついた。2シーズンで公式戦76試合に出場して29得点を決める活躍を見せた。

### レアル・ソシエダ復帰
2010年6月18日、古巣レアル・ソシエダに4年契約で完全移籍した。
2012年8月、CAオサスナにレンタル移籍した。

## 個人成績
| クラブ成績 | クラブ成績     | クラブ成績 | リーグ | リーグ | カップ | カップ | 国際大会   | 国際大会   | 通算 | 通算 |
| シーズン   | クラブ         | リーグ     | 出場   | 得点   | 出場   | 得点   | 出場       | 得点       | 出場 | 得点 |
| スペイン   | スペイン       | スペイン   | リーグ | リーグ | 国王杯 | 国王杯 | ヨーロッパ | ヨーロッパ | 通算 | 通算 |
| ---------- | -------------- | ---------- | ------ | ------ | ------ | ------ | ---------- | ---------- | ---- | ---- |
| 1998–99    | レアルB        | テルセーラ | 38     | 15     | -      | -      | -          | -          | 38   | 15   |
| 1999–00    | レアル         | プリメーラ | 8      | 1      | 1      | 0      | -          | -          | 9    | 1    |
| 2000–01    | レアル         | プリメーラ | 9      | 2      | 0      | 0      | -          | -          | 9    | 2    |
| 2000–01    | エイバル       | セグンダ   | 8      | 4      | 0      | 0      | -          | -          | 8    | 4    |
| 2001–02    | レアル         | プリメーラ | 4      | 0      | 0      | 0      | -          | -          | 4    | 0    |
| 2001–02    | レアルB        | セグンダB  | 9      | 3      | -      | -      | -          | -          | 9    | 3    |
| 2002–03    | レアル         | プリメーラ | 2      | 1      | -      | -      | -          | -          | 2    | 1    |
| 2003–04    | エイバル       | セグンダ   | 33     | 4      | 1      | 0      | -          | -          | 34   | 4    |
| 2004–05    | エイバル       | セグンダ   | 38     | 18     | 1      | 0      | -          | -          | 39   | 18   |
| 2005–06    | バリャドリード | セグンダ   | 36     | 12     | 1      | 0      | -          | -          | 37   | 12   |
| 2006–07    | バリャドリード | セグンダ   | 27     | 17     | 5      | 1      | -          | -          | 31   | 18   |
| 2007–08    | バリャドリード | プリメーラ | 36     | 16     | 3      | 1      | -          | -          | 39   | 17   |
| 2008–09    | ビジャレアル   | プリメーラ | 32     | 15     | 1      | 0      | 7          | 4          | 32   | 15   |
| 2009–10    | ビジャレアル   | プリメーラ | 29     | 9      | 3      | 0      | 8          | 1          | 29   | 9    |
| 2010–11    | レアル         | プリメーラ | 18     | 5      | 2      | 0      | -          | -          | 18   | 5    |
| 2011–12    | レアル         | プリメーラ | 17     | 0      | 3      | 0      | -          | -          | 20   | 0    |
| 通算       | スペイン       | スペイン   | 343    | 122    | 21     | 2      | 15         | 5          | 362  | 129  |
| 総通算     | 総通算         | 総通算     | 343    | 122    | 21     | 2      | 15         | 5          | 362  | 129  |